# Antonio Berni

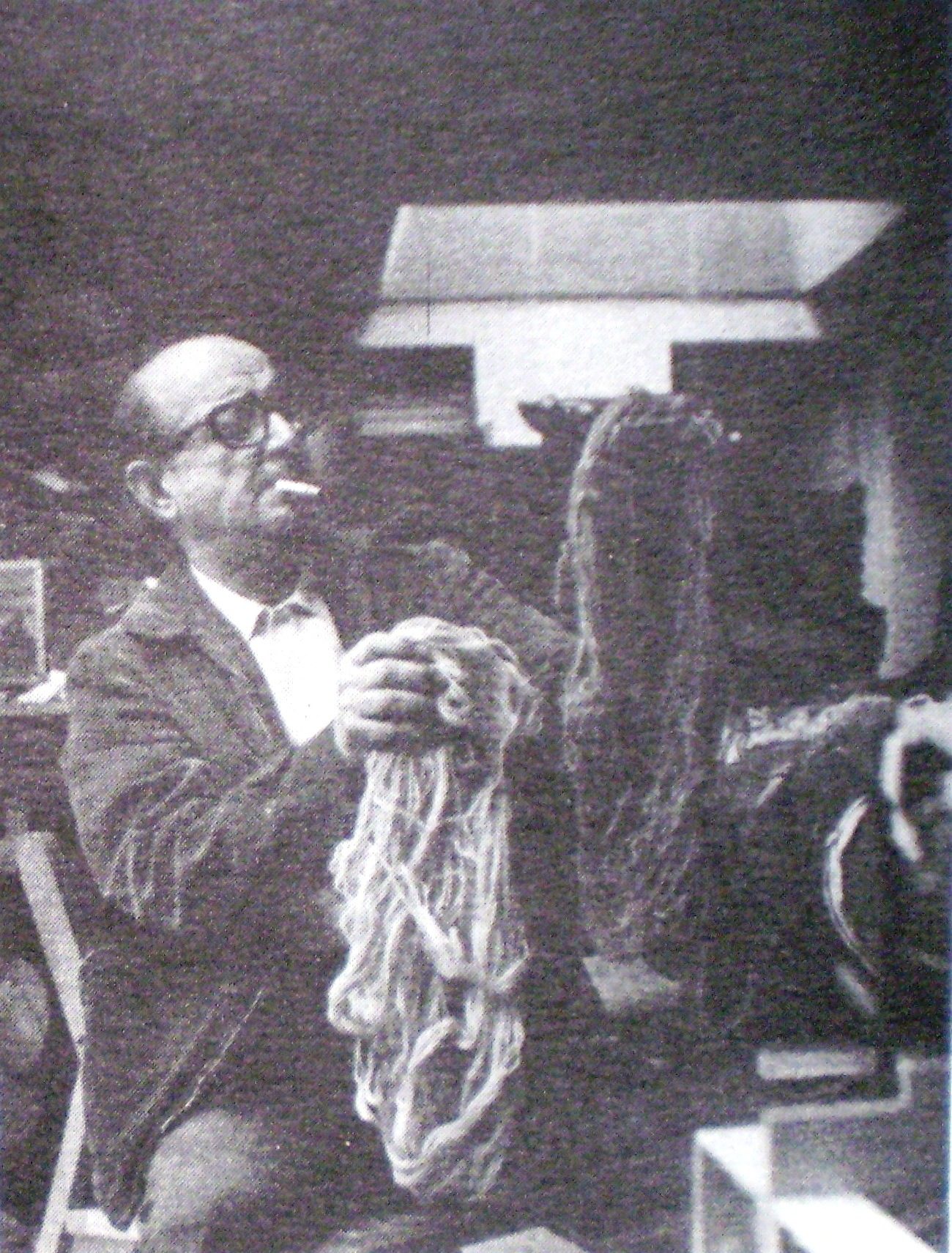
Berni fotograferad i sin ateljé

Antonio Berni, född 14 maj 1905 i Rosario, död 13 oktober 1981, var en argentinsk målare och grafiker.

## Liv och gärning
Antonio Berni kunde tack vare ett stipendium resa till Paris 1925 och blev där influerad av surrealismen och tidens vänsterpolitiska trender. Han återvände till Argentina 1931 och orsakade kontrovers när han ställde ut surrealistiska målningar i Buenos Aires. Han skiftade dock snabbt till en socialrealistisk stil, som han kallade nuevo realismo ("ny realism"). På 1930-talet gjorde han bland annat muralmålningar i samarbete med David Alfaro Siqueiros och Lino Enea Spilimbergo.
Han tonade ned den socialrealistiska stilen på 1950-talet men behöll sitt fokus på arbetarklass och fattigdom. På 1950- och 1960-talen gjorde han kollage av skräp och andra föremål han hittat på gatan, med vilka han skildrade fiktiva figurer: ett gatubarn vid namn Juanito Laguna och en prostituerad kvinna som han gav namnet Ramona Montiel. I den senare delen av karriären utvecklade han en alltmer fotorealistisk stil. Han var även känd för sina träsnitt, eller xylografier, utförda i högrelief, som han kombinerade med kollageteknik och kallade xylo-kollage-reliefer. Han företrädde Argentina vid Venedigbiennalen 1962, där han vann stora priset i klassen tryck och teckning för sin Juanito Laguna-serie.